# جایزه بزرگ قطر ۲۰۲۳
جایزه بزرگ قطر ۲۰۲۳ (به‌طور رسمی، جایزه بزرگ فرمول ۱ قطر ایرویز قطر ۲۰۲۳) یک مسابقه فرمول یک بود که در ۸ اکتبر ۲۰۲۳ در پیست بین‌المللی لوسیل در لوسیل، قطر برگزار شد. این هفدهمین دور مسابقات قهرمانی جهانی فرمول یک ۲۰۲۳ و چهارمین جایزه بزرگ آخر هفته فصل برای استفاده از فرمت اسپرینت بود. مکس ورشتاپن، سومین قهرمانی خود را، پس از اینکه هم‌تیمی‌اش، سرجیو پرز، در مسابقه سرعت تصادف کرد و از رقابت‌ها خارج شد، به دست آورد.
ورشتاپن پول پوزیشن مسابقه را در طول مسابقات مقدماتی کسب کرد. سپس در اسپرینت شوت‌آوت پس از رانندگان مک لارن، اسکار پیاستری و لاندو نوریس، در رتبه سوم قرار گرفت. در مسابقه اصلی، ورشتاپن در همه دورها جلوتر از همه بود، سریع‌ترین زمان دور را ثبت کرد و پیاستری و نوریس را شکست داد و چهارمین گل بزرگ خود را به ثمر رساند. مک لارن سریعترین رکورد پیت استاپ را به نام خود ثبت کرد و به نوریس در ۱٫۸۰ ثانیه سرویس داد.
رانندگان در طول مسابقه به شدت تحت تأثیر گرمای شدید قرار گرفتند و چندین نفر این مسابقه را سخت‌ترین مسابقه عمرشان نامیدند. این مشکل همچنین با اجرای قانون حد حداکثر ۱۸ دور استفاده از تایرها در آخرین لحظه که توسط پیرلی توصیه و توسط فدراسیون بین‌المللی اتومبیل‌رانی اعمال شده بود تشدید شد. این دستور، اولین مورد از نوع خود در فرمول یک، در جواب مشاهده جدایی لایه داخلی ازرویه لاستیک‌ها که می‌تواند منجر به انفجار شود، صادر شد.

## پیش‌زمینه
این رویداد در آخر هفته ۶ام تا ۸ام اکتبر برگزار شد. این رویداد، هفدهمین دوره مسابقات قهرمانی جهانی فرمول یک ۲۰۲۳ و دومین دوره مسابقات جایزه بزرگ قطر و نشانی از بازگشت جایزه بزرگ قطر به مسابقات قهرمانی جهان پس از یک سال غیبت بود. (قطر، میزبان جام جهانی فوتبال ۲۰۲۲ بود). همچنین این اولین گرندپری قطر به عنوان بخشی از برنامه اصلی یک فصل بود، زیرا اجرای افتتاحیه این رویداد در سال ۲۰۲۱ به عنوان رویدادی جایگزین برای گرندپری لغو شده استرالیا در سال ۲۰۲۱ برگزار شد که به دلیل همه‌گیری کووید-۱۹ در استرالیا لغو شد. مسابقه ۲۰۲۱، اولین از یک قرارداد ده‌ساله قطر با FIA تا سال ۲۰۳۲ بود.

### جدول رده‌بندی قهرمانی قبل از مسابقه
با آمدن به آخر هفته، مکس ورشتاپن با ۱۷۷ امتیاز بیشتر از هم‌تیمی خود سرجیو پرز، قهرمان مسابقات قهرمانی رانندگان شد و لوئیس همیلتون با ۳۳ امتیاز عقب‌تر رتبه سوم قرار گرفت. ردبول که قهرمانی‌اش با کسب عنوان قهرمانی در گرندپری قبلی ژاپن تضمین شده بود، با۳۱۸ امتیاز بیشتر از مرسدس-بنز و ۲۰ امتیاز دیگر بالاتر از فراری، پیشتاز تیم‌های خودروساز شد.

### شرکت‌کنندگان
رانندگان و تیم‌ها همان‌هایی بودند که در فهرست ورود فصل حضور داشتند، به‌جز لیام لاوسون که جایگزین نیک دِ فریس شد.

### انتخاب تایر
تامین‌کننده تایر پیرلی، تایرهای سی۱، سی۲ و سی۳ (به ترتیب سخت، متوسط و نرم) را به تیم‌ها داد.

### رده‌بندی مسابقه
| Pos.                                                                                 | No. | راننده                    | سازنده                                                             | Laps | زمان / دلیل خروج | Grid | امتیاز |
| ------------------------------------------------------------------------------------ | --- | ------------------------- | ------------------------------------------------------------------ | ---- | ---------------- | ---- | ------ |
| ۱                                                                                    | ۱   | ماکس فرستاپن              | تیم مسابقه رد بول-هوندا در فرمول یک                                | ۵۷   | ۱:۲۷:۳۹٫۱۶۸      | ۱    | ۲۶1    |
| ۲                                                                                    | ۸۱  | اسکار پیاستری             | مک‌لارن-پیشرانه‌های عملکرد بالای مرسدس آام‌گ                          | ۵۷   | +۴٫۸۳۳           | ۶    | ۱۸     |
| ۳                                                                                    | ۴   | لاندو نوریس               | مک‌لارن-پیشرانه‌های عملکرد بالای مرسدس آام‌گ                          | ۵۷   | +۵٫۹۶۹           | ۱۰   | ۱۵     |
| ۴                                                                                    | ۶۳  | جورج راسل (راننده مسابقه) | مرسدس-بنز در فرمول یک                                              | ۵۷   | +۳۴٫۱۱۹          | ۲    | ۱۲     |
| ۵                                                                                    | ۱۶  | شارل لکلرک (اتومبیل‌ران)   | اسکودریا فراری                                                     | ۵۷   | +۳۸٫۹۷۶          | ۵    | ۱۰     |
| ۶                                                                                    | ۱۴  | فرناندو آلونسو            | استون مارتین در فرمول یک آرامکو-پیشرانه‌های عملکرد بالای مرسدس آام‌گ | ۵۷   | +۴۹٫۰۳۲          | ۴    | ۸      |
| ۷                                                                                    | ۳۱  | استابان اوکون             | تیم فرمول یک آلپاین-رنو در فرمول یک                                | ۵۷   | +۱:۰۲٫۳۹۰        | ۸    | ۶      |
| ۸                                                                                    | ۷۷  | والتری بوتاس              | آلفا رومئو در فرمول یک-اسکودریا فراری                              | ۵۷   | +۱:۰۶٫۵۶۳        | ۹    | ۴      |
| ۹                                                                                    | ۲۴  | گوانیو ژو                 | آلفا رومئو در فرمول یک-اسکودریا فراری                              | ۵۷   | +۱:۱۶٫۱۲۷        | ۱۹   | ۲      |
| ۱۰                                                                                   | ۱۱  | سرخیو پرز                 | تیم مسابقه رد بول-هوندا در فرمول یک                                | ۵۷   | +۱:۲۰٫۱۸۱2       | PL   | ۱      |
| ۱۱                                                                                   | ۱۸  | لانس استرول               | استون مارتین در فرمول یک آرامکو-پیشرانه‌های عملکرد بالای مرسدس آام‌گ | ۵۷   | +۱:۲۱٫۶۵۲3       | ۱۶   |        |
| ۱۲                                                                                   | ۱۰  | پیر گاسلی                 | تیم فرمول یک آلپاین-رنو در فرمول یک                                | ۵۷   | +۱:۲۲٫۳۰۰4       | ۷    |        |
| ۱۳                                                                                   | ۲۳  | الکساندر آلبون            | مهندسی جایزه بزرگ ویلیامز-پیشرانه‌های عملکرد بالای مرسدس آام‌گ       | ۵۷   | +۱:۳۱٫۰۱۴5       | ۱۳   |        |
| ۱۴                                                                                   | ۲۰  | کوین مگنوسن               | تیم فرمول یک هاس-اسکودریا فراری                                    | ۵۶   | +۱ دور           | ۱۸   |        |
| ۱۵                                                                                   | ۲۲  | یوکی سونودا               | اسکودریا آلفاتاوری-هوندا در فرمول یک                               | ۵۶   | +۱ دور           | ۱۱   |        |
| ۱۶                                                                                   | ۲۷  | نیکو هولکنبرگ             | تیم فرمول یک هاس-اسکودریا فراری                                    | ۵۶   | +۱ دور           | ۱۲6  |        |
| ۱۷                                                                                   | ۴۰  | لیام لاوسون               | اسکودریا آلفاتاوری-هوندا در فرمول یک                               | ۵۶   | +۱ دور           | ۱۷   |        |
| بازنشستگی                                                                            | ۲   | لوگان سارجنت              | مهندسی جایزه بزرگ ویلیامز-پیشرانه‌های عملکرد بالای مرسدس آام‌گ       | ۴۰   | گرمازدگی         | ۱۵   |        |
| بازنشستگی                                                                            | ۴۴  | لوییس همیلتون             | مرسدس-بنز در فرمول یک                                              | ۰    | تصادف            | ۳    |        |
| عدم شروع                                                                             | ۵۵  | کارلوس ساینز جونیور       | اسکودریا فراری                                                     | ۰    | نشتی سوخت        | –7   |        |
| سریع‌ترین دور: ماکس فرستاپن (تیم مسابقه رد بول-هوندا در فرمول یک) – ۱:۲۴٫۳۱۹ (دور ۵۶) |     |                           |                                                                    |      |                  |      |        |
| منبع:                                                                                |     |                           |                                                                    |      |                  |      |        |

یادداشت‌ها
- ^۱  – شامل یک امتیاز برای سریع‌ترین دور است.[۱۴]
- ^۲  – سرخیو پرز در جایگاه یازدهم مسابقه را به پایان رساند، اما به‌دلیل عبور از محدودیت‌های پیست، پنالتی زمانی پنج‌ثانیه‌ای دریافت کرد. پس از پنالتی لنس استرول، یک جایگاه را به‌دست‌آورد.[۱۳]
- ^۳  – لنس استرول در جایگاه نهم مسابقه را به پایان رساند، اما به‌دلیل عبور از محدودیت‌های پیست، دو پنالتی زمانی پنج‌ثانیه‌ای دریافت کرد.[۱۳]
- ^۴  – پیر گسلی در جایگاه دهم مسابقه را به پایان رساند، اما به‌دلیل عبور از محدودیت‌های پیست، دو پنالتی زمانی پنج‌ثانیه‌ای دریافت کرد.[۱۳]
- ^۵  – الکساندر آلبون به‌دلیل عبور از محدودیت‌های پیست، دو پنالتی زمانی پنج‌ثانیه‌ای دریافت کرد. جایگاه نهایی او تحت تأثیر این پنالتی قرار نگرفت.[۱۳]
- ^۶  – نیکو هالکنبرگ قرار بود مسابقه را از جایگاه چهاردهم آغاز کند، اما به‌اشتباه از جایگاه دوازدهم استارت زد؛ جایگاهی که پس از عدم توانایی کارلوس ساینز جونیور برای شروع مسابقه، خالی مانده بود. او برای این تخلف، پنالتی زمانی ده‌ثانیه‌ای دریافت کرد.[۱۳]
- ^۷  – کارلوس ساینز جونیور به‌دلیل نشت سوخت، نتوانست مسابقه را آغاز کند. جایگاه او در خط شروع به‌اشتباه توسط نیکو هالکنبرگ اشغال شد و جایگاه چهاردهم خالی باقی ماند.[۱۳]

## رده‌بندی قهرمانی پس از مسابقه
|       | Pos. | راننده                      | امتیاز |
| ----- | ---- | --------------------------- | ------ |
|       | ۱    | هلند ماکس فرستاپن*          | ۴۳۳    |
|       | ۲    | مکزیک سرخیو پرز             | ۲۲۴    |
|       | ۳    | بریتانیا لوییس همیلتون      | ۱۹۴    |
|       | ۴    | اسپانیا فرناندو آلونسو      | ۱۸۳    |
|       | ۵    | اسپانیا کارلوس ساینز جونیور | ۱۵۳    |
| منبع: |      |                             |        |

|       | Pos. | سازنده                                     | امتیاز |
| ----- | ---- | ------------------------------------------ | ------ |
|       | ۱    | اتریش تیم مسابقه رد بول-هوندا در فرمول یک* | ۶۵۷    |
|       | ۲    | آلمان مرسدس                                | ۳۲۶    |
|       | ۳    | ایتالیا فراری                              | ۲۹۸    |
|       | ۴    | بریتانیا استون مارتین آرامکو-مرسدس         | ۲۳۰    |
|       | ۵    | بریتانیا مک‌لارن-مرسدس                      | ۲۱۹    |
| منبع: |      |                                            |        |

- نکته: تنها پنج جایگاه برتر در هر دو رده‌بندی آورده شده‌اند.
- رقبا به صورت پررنگ و با نماد ستاره، قهرمانان فصل ۲۰۲۳ هستند.